# Чираг
Чираг (рос. Чираг) — село Агульського району, Дагестану Росії. Входить до складу муніципального утворення Сільрада Село Чираг.
Населення — 541 (2015).

## Історія
У 1926 році село належало до Лакського району.

## Населення
За даними перепису населення 2002 року в селі мешкало 580 осіб. В тому числі 262 (45.17 %) чоловіків та 318 (54.82 %) жінок.
Переважна більшість мешканців — даргинці (97 % від усіх мешканців). У селі переважає чиразька мова.
У 1926 році в селі проживало 1113 осіб, серед яких 1113 даргинців (100 %).